# Sancho I. (Navarra)

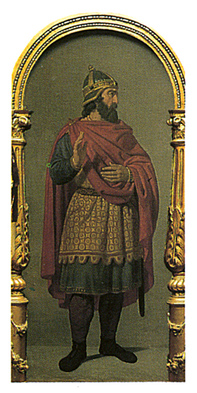
Sancho I. König von Pamplona, Spanien (905–925)

Sancho I. Garcés († 11. Dezember 925) war von 905 bis 925 König von Navarra aus dem Haus Jiménez.

## Herkunft
Sancho war ein Sohn eines García (II.) Jiménez und dessen zweiter Frau Dadildis von Pallars. Der Vater war vermutlich ein Angehöriger des baskischen Hauses des Íñigo Arista und war vielleicht mit einem gleichnamigen König aus der Mitte des 9. Jahrhunderts identisch. Im Jahr 905 hatte Sancho seinen entfernten Vetter Fortún Garcés entmachtet, ihn in das Kloster San Salvador de Leire verbannt und sich so der Herrschaft über Pamplona bemächtigt.

## Politik
Sancho beendete die traditionelle Allianz Pamplonas mit den Banu Qasi und begann im Bund mit König Ordoño II. von León eine Expansionspolitik gegen das Kalifat von Córdoba (Al-Andalus). Bis zum Jahr 918 unterwarf er das Umland von Logroño, Nájera und Tudela. Am 26. Juli 920 wurden die Verbündeten in der Schlacht von Valdejunquera von dem Kalif Abd ar-Rahman III. geschlagen, aber Sancho konnte nach dessen Rückzug nach Córdoba im Jahr 921 die Burg Viguera erobern, damit das Tal des Río Iregua sichern und einen Brückenkopf südlich des Ebro gewinnen. Ordoño II. hatte zwar 923 Nájera erobert, provozierte damit allerdings eine erneute Strafexpedition des Kalifen, der 924 Nájera zurückeroberte und anschließend Pamplona brandschatzte. Sancho wartete den Rückzug des Kalifen in den Bergen ab, um im Frühjahr des Jahres 925 nun seinerseits Nájera zu erobern, das er dauerhaft sichern konnte. Das so für Navarra neu gewonnene Land entsprach damit den Gebieten der oberen (Alta) und mittleren (Media) Rioja. In den eroberten Gebieten siedelte er christliche Bevölkerungsgruppen und Mönche an, um dort seine Herrschaft zu stabilisieren. So gründete er am 5. Januar 924 die Abtei San Martín de Albelda.
Am 11. Dezember 925 starb Sancho; bestattet wurde er in der Kapelle der Burg San Estebán bei Villamayor de Monjardín. Weil sein Sohn García zu diesem Zeitpunkt noch unmündig war, folgte ihm zunächst sein Bruder Jimeno in der Herrschaft nach.

## Nachkommen
Verheiratet war Sancho mit Toda Aznárez, die im Gegensatz zu ihm eine direkte Nachkommin des Íñigo Arista war. Offenbar hatte er sich durch diese Ehe für seine Herrschaft legitimierende Würden versprochen. Mit ihr hatte er mehrere Kinder:
- Oneca Sánchez († nach Juni 956), ⚭ 923 König Alfons IV. von León († 934);
- Sancha Sánchez († um 955), ⚭ (1) 923 König Ordoño II. von León († 924), ⚭ (2) Álvaro Herrámeliz, ⚭ (3) Graf Fernán González von Kastilien;
- Urraca Sánchez († 23. Juni 956); ⚭ um 932 mit König Ramiro II. von León († 951);
- Velasquita Sánchez, ⚭ (1) Graf Munio Vélaz von Álava, ⚭ (2) Graf Galindo I. von Pallars;
- Orbita Sánchez;
- García I. Sánchez († 22. Februar 970), König von Navarra.

Außerdem hatte Sancho eine uneheliche Tochter, Lupa Sánchez, die in das Grafenhaus von Bigorre verheiratet wurde.